# Beggen
Beggen é um dos bairros da cidade do Luxemburgo, no sul desse país.

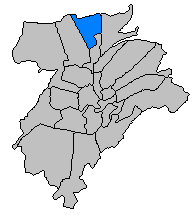
Beggen, bairro situado no norte da cidade do Luxemburgo.

Em 2001, o bairro tinha uma população de  2.297 habitantes.  Beggen é sede do FC Avenir Beggen, um clube com pergaminhos no contexto do futebol luxemburguês, tendo respresentado o país em diversas competições europeias, mas que actualmente disputa a Terceira Divisão do país.